# Кема (приток Унжи)
Кема — река в Вологодской области России, протекает по территории Бабушкинского и Никольского районов. Слиянием с рекой Лундонгой образует реку Унжу в 426 км от её устья, являясь правой составляющей. Длина реки — 105 км, площадь водосборного бассейна — 1030 км². Высота устья — 132 м над уровнем моря.

## Притоки (км от устья)
- 8,1 км: река Берёзовка (лв)
- 9,5 км: река Костряж (пр)
- 37 км: река Нюненьга (лв)
- 54 км: река Шишменга (пр)
- 64 км: река Лантюг (лв)
- 80 км: река Россплавная (пр)

## Данные водного реестра
По данным государственного водного реестра России относится к Верхневолжскому бассейновому округу, водохозяйственный участок реки — Унжа от истока и до устья, речной подбассейн реки — Бассей притоков Волги ниже Рыбинского водохранилища до впадения Оки. Речной бассейн реки — (Верхняя) Волга до Куйбышевского водохранилища (без бассейна Оки).
Код объекта в государственном водном реестре — 08010300312110000014375.